# Dacnophora legionis
Dacnophora legionis är en tvåvingeart som beskrevs av Borgmeier 1961. Dacnophora legionis ingår i släktet Dacnophora och familjen puckelflugor. Inga underarter finns listade i Catalogue of Life.